# Championnat d'Irlande du Nord de football 1981-1982
Navigation
Édition précédente Édition suivante
Le 80e Championnat d'Irlande du Nord de football se déroule en 1981-1982. Linfield FC remporte son trente quatrième titre de champion d’Irlande du Nord avec quatre points d’avance sur le deuxième et tenant du titre Glentoran FC. Coleraine FC, complète le podium.  
Linfield réalise le doublé Coupe/Championnat en remportant la Coupe d'Irlande du Nord de football en battant en finale Coleraine par 2 buts à 1
Avec 18 buts marqués,   Gary Blackledge de Glentoran FC remporte le titre de meilleur buteur de la compétition.

## Les 12 clubs participants
| Club             | Stade                 | Capacité | Ville       |
| ---------------- | --------------------- | -------- | ----------- |
| Ards FC          | Castlereagh Park      |          | Newtownards |
| Ballymena United | The Showgrounds       |          | Ballymena   |
| Bangor FC        | Clandeboye Park       |          | Bangor      |
| Cliftonville FC  | Solitude              |          | Belfast     |
| Coleraine FC     | The Showgrounds       |          | Coleraine   |
| Crusaders FC     | Seaview               |          | Belfast     |
| Distillery FC    | New Grosvenor Stadium |          | Lisburn     |
| Glenavon FC      | Mourneview Park       |          | Lurgan      |
| Glentoran FC     | The Oval              |          | Belfast     |
| Larne FC         | Inver Park            |          | Drumahoe    |
| Linfield FC      | Windsor Park          |          | Belfast     |
| Portadown FC     | Shamrock Park         |          | Portadown   |

## Compétition

### Classement
Le classement est établi sur le barème de points classique (victoire à 2 points, match nul à 1, défaite à 0).
| Rang | Équipe           | Pts | J  | G  | N | P  | Bp | Bc | Diff |
| ---- | ---------------- | --- | -- | -- | - | -- | -- | -- | ---- |
| 1    | Linfield FC      | 37  | 22 | 17 | 3 | 2  | 59 | 19 | +40  |
| 2    | Glentoran FC T   | 33  | 22 | 16 | 1 | 5  | 61 | 22 | +39  |
| 3    | Coleraine FC C   | 31  | 22 | 14 | 3 | 5  | 63 | 31 | +32  |
| 4    | Crusaders FC     | 26  | 22 | 11 | 4 | 7  | 36 | 31 | +5   |
| 5    | Cliftonville FC  | 24  | 22 | 9  | 6 | 7  | 33 | 28 | +5   |
| 6    | Portadown FC     | 24  | 22 | 11 | 2 | 9  | 29 | 29 | 0    |
| 7    | Ballymena United | 20  | 22 | 6  | 8 | 8  | 25 | 30 | -5   |
| 8    | Distillery FC    | 18  | 22 | 7  | 4 | 11 | 30 | 44 | -14  |
| 9    | Glenavon FC      | 15  | 22 | 4  | 7 | 11 | 30 | 52 | -22  |
| 10   | Ards FC          | 14  | 22 | 5  | 4 | 13 | 18 | 47 | -29  |
| 11   | Larne FC         | 13  | 22 | 5  | 3 | 14 | 27 | 42 | -15  |
| 12   | Bangor FC        | 9   | 22 | 3  | 3 | 16 | 20 | 56 | -36  |

| Légende : Qualifications et relégations | Légende : Qualifications et relégations                                      |
| --------------------------------------- | ---------------------------------------------------------------------------- |
|                                         | Coupe d'Europe des Clubs champions 1982-1983                                 |
|                                         | Coupe d'Europe des vainqueurs de coupe 1982-1983                             |
|                                         | Coupe UEFA 1982-1983                                                         |
|                                         | Relégation en deuxième division                                              |
|                                         | T : Tenant du titre C : Vainqueurs de la Coupe d'Irlande du Nord de football |

## Bilan de la saison
| Tableau d'Honneur                         |             |
| Compétition                               | Vainqueur   |
| Championnat d'Irlande du Nord de football | Linfield FC |
| Coupe d'Irlande du Nord de football       | Linfield FC |

| Promotions et relégations |       |
| Relégués                  | Aucun |
| Promus                    | Aucun |

## Statistiques

### Meilleur buteur
1. Gary Blackledge, Glentoran FC, 18 buts